# Ryan Shawcross
Ryan Shawcross (ur. 4 października 1987 w Chesterze w Anglii) – angielski piłkarz, który występował na pozycji obrońcy. Wieloletni zawodnik angielskiego Stoke City. W 2012 roku zaliczył pojedynczy występ  w reprezentacji Anglii. Wychowanek Manchesteru United.

## Lata młodości i edukacja
Mimo iż urodził się w Chesterze, które jest położone w Anglii, Shawcross dorastał w Buckley w Flintshire w Północnej Walii, gdzie także uczęszczał do liceum.
Podczas nauki w szkole podstawowej Shawcross grywał w drużynie Flintshire Boys, tej samej w której za młodu grywali Gary Speed, Michael Owen czy Ian Rush.
W początkach swojej przygody w United (sezon 2003/2004) Shawcross zaliczył 22 występy w drużynie U-17, strzelając gole w meczach przeciwko Nottingham Forest i Blackburn Rovers. W kolejnym sezonie zaliczył pięć występów w rezerwowej drużynie Diabłów.

## Profesjonalna kariera
W sezonie 2004/2005 Shawcross zaliczył 21 występów w drużynie U-18, strzelając bramkę w meczu przeciwko Evertonowi 5 marca 2005 roku.
Podczas sezonu 2005/2006 zawodnik rozegrał dziesięć spotkań w angielskiej lidze rezerw i był częścią drużyny, która w tymże sezonie zdobyła potrójną koronę.
W styczniu 2007 roku Shawcross został wysłany na wypożyczenie do Royalu Antwerpia, gdzie regularnie pojawiał się na murawie i pomógł drużynie dotrzeć do baraży o pierwszą ligę strzelając trzy bramki.
9 sierpnia 2007 roku ponownie został wypożyczony, tym razem do Stoke City. W pierwszych dwóch meczach strzelił dwie bramki - pierwszą w ligowej potyczce z Cardiff City wygranej 1-0, drugą w Pucharze Ligi z Rochdale A.F.C. przegranym przez Stoke w rzutach karnych. W zimowym okienku transferowym został definitywnie zawodnikiem Stoke.

## Reprezentacja
Shawcross był członkiem reprezentacji Anglii do lat 21. 14 listopada 2012 zadebiutował w dorosłej reprezentacji w przegranym 2:4 towarzyskim meczu ze Szwecją.